# Pest vármegyei 5. sz. országgyűlési egyéni választókerület
A Pest vármegyei 5. sz. országgyűlési egyéni választókerület egyike annak a 106 választókerületnek, amelyre a 2011. évi CCIII. törvény Magyarország területét felosztja, és amelyben a választópolgárok egy-egy országgyűlési képviselőt választhatnak. A választókerület nevének szabványos rövidítése: Pest 05. OEVK. Székhelye: Dunakeszi

## Területe
A választókerület az alábbi településeket foglalja magába:
1. Csomád
2. Csömör
3. Dunakeszi
4. Erdőkertes
5. Fót
6. Göd
7. Veresegyház

## Országgyűlési képviselője
| Név          | Párt                                         | Párt        | Terminus | Megjegyzés                                   |
| ------------ | -------------------------------------------- | ----------- | -------- | -------------------------------------------- |
| Tuzson Bence |                                              | Fidesz-KDNP | 2014 –   | A 2014-es országgyűlési választás eredménye: |
| Tuzson Bence | A 2018-as országgyűlési választás eredménye: | Fidesz-KDNP | 2014 –   |                                              |
| Tuzson Bence | A 2022-es országgyűlési választás eredménye: | Fidesz-KDNP | 2014 –   |                                              |

## Demográfiai profilja
| Iskolai végzettség                | Iskolai végzettség               | Iskolai végzettség | Iskolai végzettség | Iskolai végzettség |
| --------------------------------- | -------------------------------- | ------------------ | ------------------ | ------------------ |
|                                   |                                  |                    |                    | fő                 |
| Általános iskolát nem végezte el  | Általános iskolát nem végezte el |                    | 1101               | 1101               |
| Általános iskola                  | Általános iskola                 |                    | 11880              | 11880              |
| Szakmunkás                        | Szakmunkás                       |                    | 15385              | 15385              |
| Érettségi                         | Érettségi                        |                    | 38727              | 38727              |
| Diploma                           | Diploma                          |                    | 34246              | 34246              |
| A 2022. évi népszámlálás szerint. |                                  |                    |                    |                    |

A Pest vármegyei 5. sz. választókerület lakónépessége 2022. október 1-jén 129 699 fő volt. A 2011-es és a 2022-es népszámlálás között 18 467 fővel nőtt a választókerület lakosság száma. A választókerületben a korösszetétel alapján a legtöbben a középkorúak élnek 48 923 fővel, míg a legkevesebben az időskorúak 21 420 fővel. A választókerület lakosságának a 91,2%-nál van internet elérési lehetőség.
A legmagasabb befejezett iskolai végzettség szerint az érettségi végzettséggel rendelkezők élnek a legtöbben 38 727 fő, utánuk a következő nagy csoport a diplomások 34 246 fővel.
Gazdasági aktivitás szerint a lakosság közel fele foglalkoztatott 67 457 fő, második legjelentősebb csoport az inaktív keresők, akik főleg nyugdíjasok 22 695 fővel.
A választókerület legjelentősebb nemzetiségi csoportja a németek 1150 fő, illetve a cigányok 508 fő. Magyar állampolgársággal nem rendelkező külföldi állampolgárok aránya 1,1%.
Vallási összetétel szerint a választókerületben lakók legnagyobb vallása a római katolikus (24 728 fő), valamint jelentős közösség még a reformátusok (9803 fő). A vallási közösséghez nem tartozók száma szintén jelentős (16 768 fő), a választókerületben a második legnagyobb csoport a római katolikus vallás után.

## Országgyűlési választások
| Párt                      |  | Jelölt          |
| ------------------------- |  | --------------- |
| VD                        |  | Lőrincz László  |
| Mi Hazánk                 |  | Kovács Mátyás   |
| Normális Párt             |  | Szuchányi Gábor |
| MKKP                      |  | Bürger Zoltán   |
| Fidesz-KDNP               |  | Tuzson Bence    |
| Egységben Magyarországért |  | Dorosz Dávid    |
| MEMO                      |  | Kovács Roxána   |

| Párt                             |           | Jelölt       | Szavazatok | %     | ± %  |
| -------------------------------- | --------- | ------------ | ---------- | ----- | ---- |
| Fidesz-KDNP                      |           | Tuzson Bence | 30 535     | 43.27 | 1.94 |
| DK                               |           | Rónai Sándor | 25 574     | 36.24 | 5.4  |
| Jobbik                           |           | Varga Zoltán | 10 900     | 15.45 | 0.92 |
| Momentum                         |           | Kohut Ákos   | 2500       | 3.54  | Új   |
| Egyéb pártok                     |           |              | 1052       | 1.72  | 1.67 |
| Megjelent                        | Megjelent | Megjelent    | 71 465     | 76.24 | 9.26 |
| A Fidesz-KDNP tartja a körzetet. |           |              |            |       |      |

| Párt                                |           | Jelölt         | Szavazatok | %     | ± % |
| ----------------------------------- | --------- | -------------- | ---------- | ----- | --- |
| Fidesz-KDNP                         |           | Tuzson Bence   | 24 344     | 41.33 |     |
| Összefogás                          |           | Szabó Imre     | 18 166     | 30.84 |     |
| Jobbik                              |           | Nyiri Márton   | 9641       | 16.37 |     |
| LMP                                 |           | Juhász Péter   | 4515       | 7.66  |     |
| Szociáldemokraták                   |           | Fazekas Attila | 246        | 0.42  |     |
| Egyéb pártok                        |           |                | 1994       | 3.39  |     |
| Megjelent                           | Megjelent | Megjelent      | 59 410     | 66.98 |     |
| A Fidesz-KDNP nyeri meg a körzetet. |           |                |            |       |     |

## Ellenzéki előválasztás – 2021
| Frakció                            |                 | Jelölő szervezetek           | Jelölt          | Szavazatok | %     |
| ---------------------------------- | --------------- | ---------------------------- | --------------- | ---------- | ----- |
| Párbeszéd                          |                 | Párbeszéd, LMP, MSZP, Jobbik | Dorosz Dávid    | 6687       | 62.48 |
| DK                                 |                 | DK, Liberálisok, MMM         | Tonzor Péter    | 2416       | 32.35 |
| ÚVNP/LMP                           |                 | ÚVNP                         | Fekete László   | 496        | 4.63  |
| Összes szavazat                    | Összes szavazat | Összes szavazat              | Összes szavazat | 10 702     |       |
| Dorosz Dávid nyeri meg a körzetet. |                 |                              |                 |            |       |